# Premium Records
Premium Records war ein US-amerikanisches Plattenlabel in den Bereichen Blues, Rhythm and Blues und Jazz, das 1950 gegründet wurde und bis Mitte 1951 bestand.
Das Plattenlabel Premium Records gehörte zu den kleinen, kurzlebigen und unabhängigen Unternehmen, die in der ersten Hälfte der 1950er Jahre in Chicago bestanden. Gegründet wurde es im Mai 1950 von Lee Egalnick als Nachfolge-Unternehmen für sein Label Miracle Records mit seinem Geschäftspartner, dem A&R Lew Simpkins. Das Label hatte seinen Geschäftssitz in 2326 South Michigan Avenue, der sogenannten Record Row der Stadt. Die ersten Veröffentlichungen waren Schellackplatten des Lynn Hope Quartetts, des Miff Mole Dixieland Quintetts, und von Memphis Slim.
Ferner wurden Miracle-Aufnahmen von Künstlern wie Robert Anderson, der Gospelgruppe The Holy Wonders und Eddie Chamblee wiederveröffentlicht. Für Premium entstanden dann 1950/51 Aufnahmen von Rhythm Willie, Sarah McLawler, Terry Timmons, dem Jimmy Bell Trio, Jack Cooley, Jesse Cryor, Tab Smith, Danny Overbea und vier Stücke mit einer Formation unter Leitung von Sonny Stitt. 1951 hatte das Unternehmen noch 35 Seiten produziert; schließlich konnte Premium auf finanziellen Gründen seine Künstler nicht mehr in den United Broadcasting Studios aufnehmen lassen. Nach letzten Aufnahmen mit Memphis Slim und Terry Timmons mit Orchester („I’m Crying“) im Juli 1951 kam das Ende des Premium-Labels. Im Sommer 1951 verließ Lew Simpkins das Unternehmen und gründete mit Leonard Allen das Label United Records, das mit seinem Sublabel States Records viele Künstler übernahm, die auf Miracle und Premium aufgenommen hatten, wie etwa Memphis Slim oder Tab Smith. Nach dem Ende des Premium-Labels im Herbst 1951 verkaufte Egalnick 40 Masterbänder an Chess Records, so von Sarah McLawler, Eddie Chamblee, Tab Smith, Memphis Slim und Sonny Stitt.